# Argirodite
La argirodite è un minerale appartenente al gruppo dell'argirodite.

## Abito cristallino
I cristalli sono molto piccoli e riuniti in gruppi verrucosi compatti.

## Origine e giacitura
Idrotermale, se ne trova in Germania nelle vicinanze di Freiberg, a Pirtuitas in Argentina e in alcune miniere di argento e stagno in Bolivia.

## Forma in cui si presenta in natura
I cristalli sono molto piccoli e aggregati in gruppi verrucosi compatti.